# Luigi Ianni
Don Luigi Ianni (Fivizzano, 1917 – Monzone, 1944) è stato un presbitero italiano.

## Biografia

Compiuti gli studi presso il seminario vescovile, venne ordinato sacerdote e designato come parroco a Vinca in provincia di Massa-Carrara, piccolo borgo della Lunigiana. Durante la seconda guerra mondiale si oppose ai soprusi dell'occupazione nazi-fascista.
Nell'estate del 1944 il suo paese fu oggetto di una terribile rappresaglia. Don Luigi Ianni fino all'ultimo cercò di portare soccorso a quanti avevano bisogno di lui, tentando di organizzare una disperata difesa della popolazione civile prendendo contatto con i partigiani attivi sulle montagne della Lunigiana.. A questo scopo insieme al padre Gilberto Ianni si recò sul Monte Sagro, ma la situazione in breve precipitò e decise di rientrare a Vinca.
Il 24 agosto 1944 alcuni soldati tedeschi cercarono di fermarlo intimandogli di non raggiungere la sua parrocchia, ma il giovane sacerdote, appena ventisettenne, comprese che qualcosa di terribile stava accadendo e si oppose al diktat tedesco volendo andare comunque ad assistere i propri compaesani. Vinca era in fiamme. Il comando della 16. SS-Panzergrenadier-Division "Reichsführer-SS", unito a militi della XL Brigata Nera, i cosiddetti “Mai Morti”, compirono in tre giorni uno dei più spietati eccidi della seconda guerra mondiale. Don Luigi Ianni venne arrestato da un reparto fascista delle Brigate Nere che lo condusse presso un ponte sul Lucido, presso il borgo di Monzone, e in questo luogo insieme al padre e ad altri due uomini venne fucilato.

## Monumenti
Nel luogo dove è stato ucciso (Monzone), è stata posta, sopra un tabernacolo votivo, una targa in marmo con la seguente iscrizione:
La popolazione di Vinca in ricordo del suo pastore don Luigi Ianni che ha pagato con la vita l'obbedienza al Vangelo poiché sia di esempio ai contemporanei e di speranza per le generazioni future
A Vinca (Massa-Carrara) nella piazza dove si trova la chiesa è presente un'epigrafe in ricordo di Don Luigi Ianni, posta l'8 settembre del 1971, con la seguente iscrizione:
A ricordo di don Luigi Ianni parroco di Vinca vittima della guerra con 178 parrocchiani
A Marina di Massa (Massa-Carrara) un monumento ai martiri della Resistenza Apuana ricorda tra le vittime Don Luigi Ianni e Gilberto Ianni.